# Leucippo (figlio di Enomao)
Leucippo (in greco antico: Λεύκιππος?, Lèukippos) è un personaggio della mitologia greca.

## Genealogia
Figlio di Enomao e di Evarete figlia di Acrisio o di Sterope.
Non si hanno notizie a riguardo di spose o progenie.

## Mitologia
Si era innamorato di Dafne e sapendo che la giovane disprezzava il sesso maschile, si vestì da donna per poterle stare vicino. Si racconta che Apollo, geloso di Leucippo, fece venire a Dafne e alle sue amiche il desiderio di farsi un bagno nel vicino fiume Ladone. Il ragazzo tentò di rifiutare l'invito ma le altre fanciulle lo spogliarono e si accorsero della sua vera natura. Venne dunque ucciso.